# Hannah Ayscough
Hannah Ayscough fut la mère de Isaac Newton. Elle est née en 1623 à Market Overton dans le comté de Rutland et décédée en 1679 à Stamford dans le Lincolnshire.

## Maternité
Hannah Ayscough se présente comme une femme de caractère. En avril 1642, elle se maria à Isaac Newton (1606–1642), un agriculteur, qui décéda peu de temps après en octobre de la même année, la laissant enceinte de cinq mois. Trois mois après, elle mit au monde Isaac Newton du prénom de son père qui sera son unique enfant à titre posthume. Devant assumer seule les responsabilités familiales et la charge de son exploitation, elle fit appel à un soutien de famille qu'elle connaissait pour s'occuper de son enfant. En janvier 1646, elle se remaria avec le pasteur Barnabas Smith (1582–1653) dont elle eut un fils Benjamin Smith (1651) et deux filles Mary Smith (1647) Et Hannah Smith (1652–1695), qui était mariée à Robert Barton (1630–1693).
Comme le père d'Isaac Newton était un agriculteur, sa mère avait espoir qu'un jour il devienne fermier. Il passa ainsi un an à l'école de la ferme au détriment de son éducation. Mais Isaac Newton montra peu de dispositions pour le travail agricole. Il retourna à l'école dès l'automne 1660. Contrairement à Hannah Ayscough, son frère qui avait détecté les capacités du jeune Isaac joua un rôle important dans son entrée en 1661 au Trinity College.
Isaac Newton gardera un vif ressentiment contre sa mère qui ne s'était pas occupé de lui pendant son enfance et qui ne suivait pas sa scolarité, plus intéressée qu'elle était par sa ferme.

## Décès
Hannah Ayscough est décédée en 1679 à Stamford dans le Lincolnshire alors que Isaac Newton était âgé de 36 ans. Elle fut enterrée à Colsterworth le 4 juin 1679 auprès de son premier mari à la demande de son fils.